# Theodore H. Weisenburg

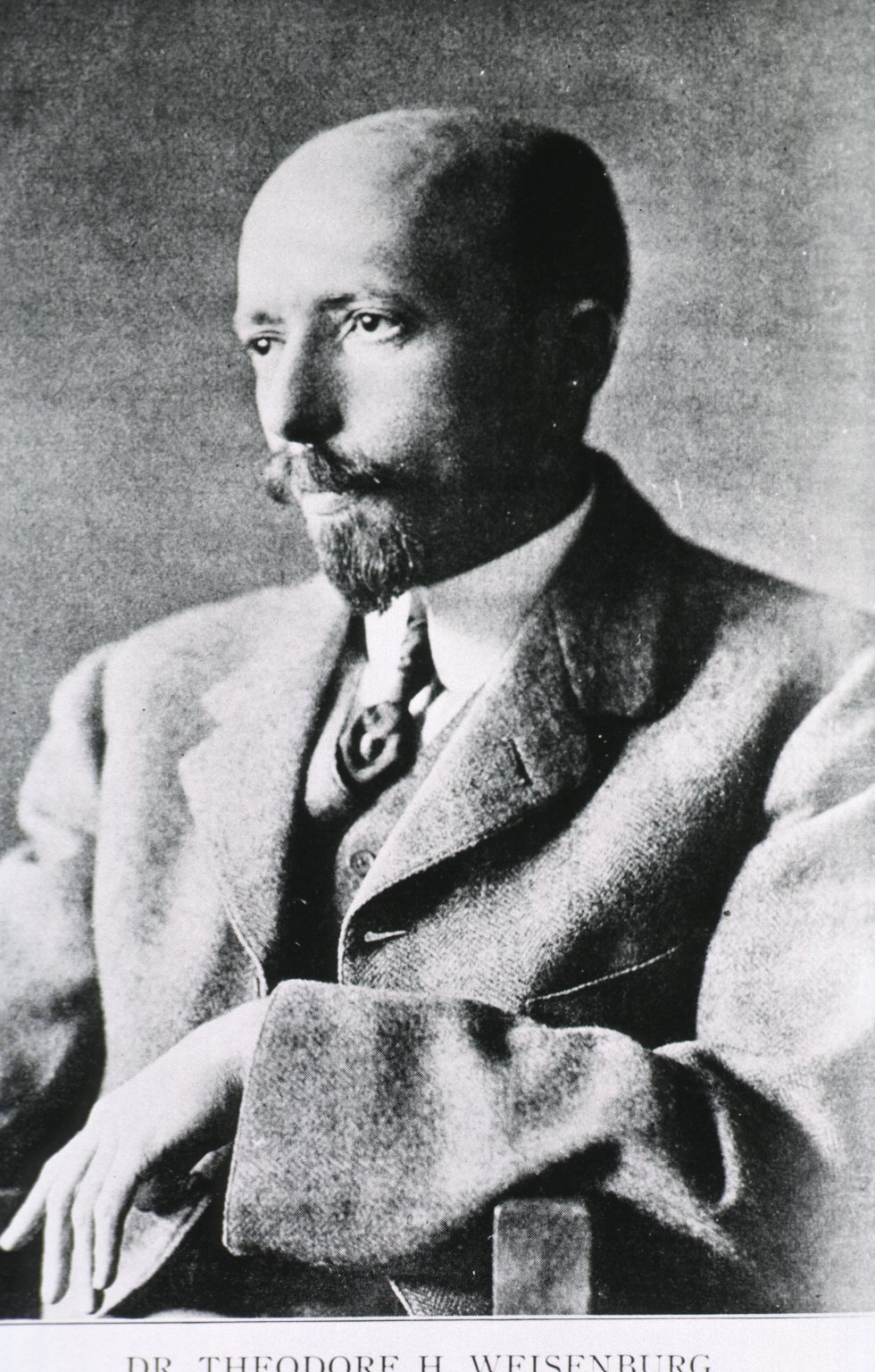
Theodore Weisenburg

Theodore Herman Weisenburg (ur. 10 kwietnia 1876 w Nowym Jorku, zm. 2 sierpnia 1934) – amerykański lekarz neurolog i psychiatra. Przypisuje mu się pierwszy opis neuralgii językowo-gardłowej, znanej też jako zespół Weisenburga-Sicarda-Robineau. Był jednym z pionierów stosowania filmów edukacyjnych w nauczaniu medycyny; pierwsze tego typu filmy nakręcił w 1908 roku w Filadelfii. Przewodniczący American Neurological  Association (1918).

## Wybrane prace
- Cerebello-pontine tumor diagnosis for six years as tic douloureux: the symptoms of irritation of the ninth and twelfth cranial nerves. JAMA 54, ss. 1600–1604 (1910)